# Four Elms
Four Elms – wieś w Anglii, w hrabstwie Kent, w dystrykcie Sevenoaks. Leży 31 km na zachód od miasta Maidstone i 36 km na południowy wschód od centrum Londynu.